# Cornegliano Laudense
Cornegliano Laudense är en ort och kommun i provinsen Lodi i regionen Lombardiet i Italien. Kommunen hade 2 913 invånare (2018).